# Eva Amaral
Eva María Amaral Lallana (Saragoça, 4 de agosto de 1973) é uma cantora espanhola, integrante do duo Amaral juntamente com Juan Aguirre.

## Biografia
Desde jovem sempre se interessou pela música. Estudou cultura na escola de Artes de Saragoça. Nesse mesmo período Eva tocava bateria e era a vocalista de um grupo chamado "Lluvia ácida". Um dia, no ano de 1993, Eva conheceu em um estúdio de gravação, no qual foi gravar uma faixa-demo com seu grupo, o guitarrista Juan Aguirre, que pertencia ao grupo "Días de vino y rosas". Juan ficou muito impressionado com a voz de Eva.
Tempo depois, Eva e Juan, decidiram fazer sua própria música. Criar um grupo com um novo estilo musical que mesclava pop com rock e folk. Foi assim que surgiu Amaral. O nome do grupo foi ideia de Juan que pegou o apelido de Eva,  apesar de ela, a princípio, não gostar muito. Começaram tocando em bares e casas de jogos de sua cidade natal, Saragoça. Uma vez conquistada a sua terra, juntaram um grupo de músicos e decidiram tentar a sorte em Madrid em 1997.
Nesse mesmo ano, Eva e Juan assinaram com Virgin Records para gravar seu primeiro material discográfico.
Desde 1998 até os dias atuais, Eva Amaral, junto a seu companheiro, Juan Aguirre, se dedicam somente à música. Eles gravaram cinco discos com grande sucesso em um total de um milhão e meio de cópias vendidas em todo o mundo. Tornaram-se um dos grupos espanhóis de maior sucesso.

## Discografia
| Título do álbum                             | Lançamento             | Vendas           |
| ------------------------------------------- | ---------------------- | ---------------- |
| Amaral                                      | 5 de maio de 1998      | 70.000 cópias    |
| Una pequeña parte del mundo                 | 17 de março de 2000    | 50.000 cópias    |
| Estrella de mar                             | 4 de fevereiro de 2002 | 1.000.000 cópias |
| Pájaros en la cabeza                        | 14 de março de 2005    | 700.000 cópias   |
| Gato negro♦Dragón Rojo                      | 27 de maio de 2008     | 150.000 cópias   |
| La barrera del Sonido                       | 22 de setembro de 2009 | 30.000 cópias    |
| Hacia Lo Salvaje                            | 27 de Setembro de 2011 | 60.000 cópias    |
| Nocturnal                                   | 30 de Outubro de 2015  | Sem Informação   |
| Nocturnal (Solar Sessions)                  | 20 de Outubro de 2015  | Sem Informação   |
| Superluna (Directo Desde El Planeta Tierra) | Sem informação         | Sem Informação   |
| Salto Al Color                              | 6 de Setembro de 2019  | Sem Informação   |